# Lokalbahn Retz–Drosendorf
| 2143.070 mit dem Reblaus-Express bei Oberhöflein |                      |                                                |                                                |
| Streckennummer: | 180 01               |                                                |                                                |
| Kursbuchstrecke (ÖBB): | 941                  |                                                |                                                |
| Streckenlänge: | 39,959 km            |                                                |                                                |
| Spurweite: | 1435 mm (Normalspur) |                                                |                                                |
| Maximale Neigung: | 29 ‰                 |                                                |                                                |
| Minimaler Radius: | 170 m                |                                                |                                                |
| Streckengeschwindigkeit: | 60 km/h              |                                                |                                                |
| |                      |                                                |                                                |
| \| \| \| von Wien Nordwestbf \| \| \| \| 0,000 \| Retz \| 245 m ü. A. \| \| \| \| nach Znojmo \| \| \| \| 2,019 \| EK B 35 \| EK B 35 \| \| \| \| Hölzelmühle 08.11.1927 aufgelassen \| \| \| \| 7,434 \| EK B 30 \| EK B 30 \| \| \| 8,225 \| Hofern \| 416 m ü. A. \| \| \| 9,999 \| Nieder Fladnitz \| 422 m ü. A. \| \| \| \| Alsenbach \| \| \| \| 14,353 \| Pleißing-Waschbach \| 384 m ü. A. \| \| \| 17,881 \| Weitersfeld NÖ \| 429 m ü. A. \| \| \| \| Fugnitz \| \| \| \| 22,800 \| Oberhöflein \| 424 m ü. A. \| \| \| 23,707 \| Anglerparadies Hessendorf \| 440 m ü. A. \| \| \| 24,700 \| Hessendorf \| Hessendorf \| \| \| 26,488 \| Langau \| 450 m ü. A. \| \| \| 26,803 \| EK B 30 \| EK B 30 \| \| \| 31,349 \| Geras-Kottaun \| 460 m ü. A. \| \| \| 32,900 \| Johannesthal 29.05.1994 aufgelassen \| Johannesthal 29.05.1994 aufgelassen \| \| \| \| Thumeritzbach \| \| \| \| 35,153 \| Zissersdorf H-Lst \| 485 m ü. A. \| \| \| ??,? \| Wallfahrtskirche Maria Schnee 1938 aufgelassen \| Wallfahrtskirche Maria Schnee 1938 aufgelassen \| \| \| 39,835 \| Drosendorf \| 414 m ü. A. \| |                      |                                                |                                                |
| Strecke |                      | von Wien Nordwestbf                            | von Wien Nordwestbf                            |
| Bahnhof | 0,000                | Retz                                           | 245 m ü. A.                                    |
| Abzweig geradeaus und nach rechts |                      | nach Znojmo                                    | nach Znojmo                                    |
| Bahnübergang | 2,019                | EK B 35                                        | EK B 35                                        |
| ehemaliger Haltepunkt / Haltestelle |                      | Hölzelmühle 08.11.1927 aufgelassen             | Hölzelmühle 08.11.1927 aufgelassen             |
| Bahnübergang | 7,434                | EK B 30                                        | EK B 30                                        |
| Haltepunkt / Haltestelle | 8,225                | Hofern                                         | 416 m ü. A.                                    |
| Bahnhof | 9,999                | Nieder Fladnitz                                | 422 m ü. A.                                    |
| Brücke über Wasserlauf |                      | Alsenbach                                      | Alsenbach                                      |
| Haltepunkt / Haltestelle | 14,353               | Pleißing-Waschbach                             | 384 m ü. A.                                    |
| Bahnhof | 17,881               | Weitersfeld NÖ                                 | 429 m ü. A.                                    |
| Brücke über Wasserlauf |                      | Fugnitz                                        | Fugnitz                                        |
| ehemaliger Haltepunkt / Haltestelle | 22,800               | Oberhöflein                                    | 424 m ü. A.                                    |
| Haltepunkt / Haltestelle | 23,707               | Anglerparadies Hessendorf                      | 440 m ü. A.                                    |
| ehemaliger Haltepunkt / Haltestelle | 24,700               | Hessendorf                                     | Hessendorf                                     |
| Bahnhof | 26,488               | Langau                                         | 450 m ü. A.                                    |
| Bahnübergang | 26,803               | EK B 30                                        | EK B 30                                        |
| Haltepunkt / Haltestelle | 31,349               | Geras-Kottaun                                  | 460 m ü. A.                                    |
| ehemaliger Haltepunkt / Haltestelle | 32,900               | Johannesthal 29.05.1994 aufgelassen            | Johannesthal 29.05.1994 aufgelassen            |
| Brücke über Wasserlauf |                      | Thumeritzbach                                  | Thumeritzbach                                  |
| Haltepunkt / Haltestelle | 35,153               | Zissersdorf H-Lst                              | 485 m ü. A.                                    |
| ehemaliger Haltepunkt / Haltestelle | ??,?                 | Wallfahrtskirche Maria Schnee 1938 aufgelassen | Wallfahrtskirche Maria Schnee 1938 aufgelassen |
| Kopfbahnhof Streckenende | 39,835               | Drosendorf                                     | 414 m ü. A.                                    |

Die Lokalbahn Retz–Drosendorf im Weinviertel verbindet die Städte Drosendorf und Retz an der Nordwestbahn. Nach Einstellung des Personenverkehrs am 9. Juni 2001 wird die Strecke seit 2002 als Nostalgiebahn unter dem Namen Reblaus-Express von der NÖVOG touristisch vermarktet.

## Geschichte

### Vorgeschichte und Bau

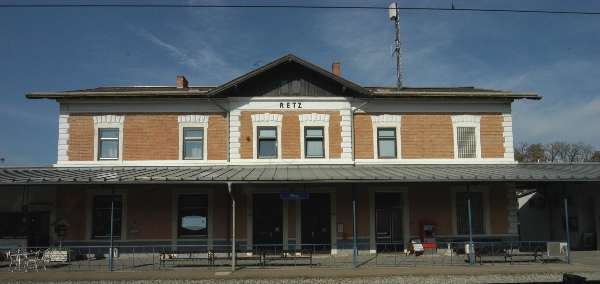
Bahnhof Retz

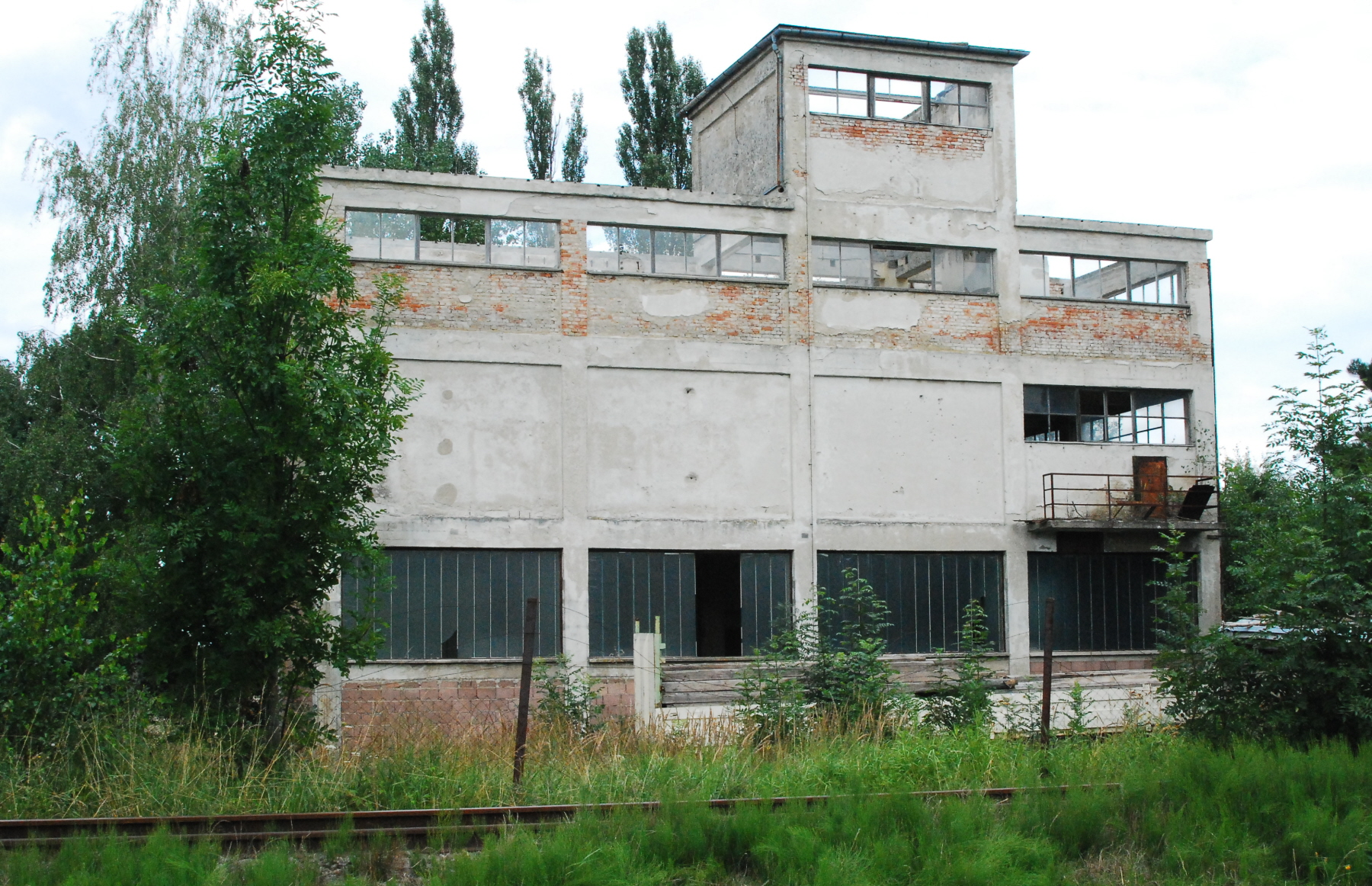
Die ehemalige Sieberei in Langau

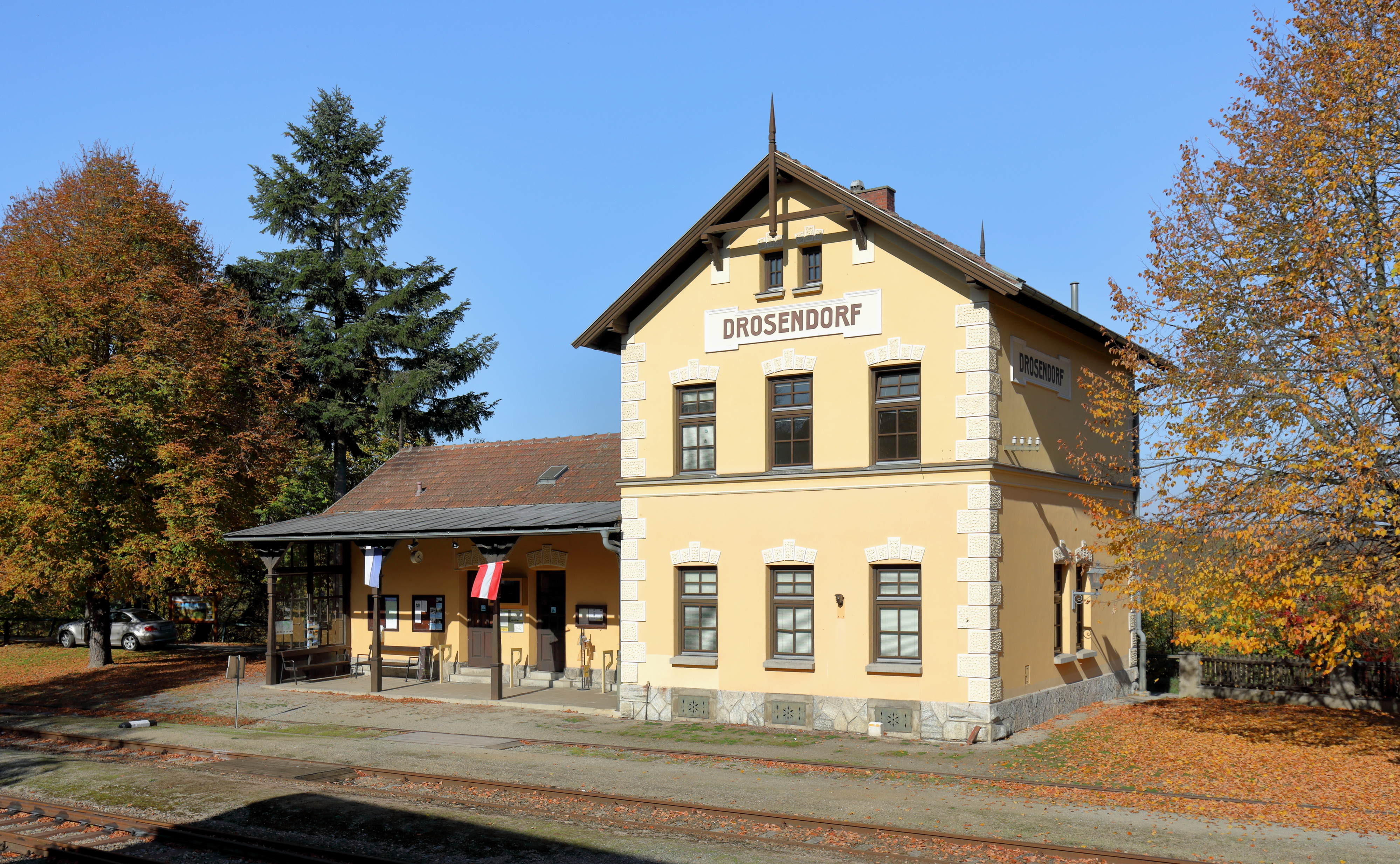
Bahnhof Drosendorf

Die Stadt Drosendorf bemühte sich schon früh um einen Bahnanschluss. Deswegen wurden auch einige Streckenvarianten geplant und vorkonzessioniert, von denen jedoch keine verwirklicht wurde:
- eine normalspurige Lokalbahn von Frain an der Thaya über Drosendorf nach Raabs an der Thaya (vorkonzessioniert am 1. Juli 1897)[1]
- eine elektrische Bahn von Dobersberg über Karlstein an der Thaya nach Drosendorf (vorkonzessioniert am 28. Mai 1900)

Am 1. Februar 1901 wurde eine weitere Vorkonzession für eine normal- oder schmalspurige Lokalbahn mit der Route Retz–Weitersfeld–Drosendorf erteilt. Die Trassenrevision wurde am 7. und 8. Oktober 1901 abgehalten.
Der Streckenabschnitt Langau–Drosendorf sollte ursprünglich über Wolfsbach geführt werden und wäre um vier Kilometer kürzer gewesen. Dieses Vorhaben wurde aber bei der Trassenrevision verworfen. Nach Klärung der letzten finanziellen Details wurde dem Landesausschusse des Erzherzogtumes Österreich unter der Enns am 27. Juli 1908 die Konzession zu Bau und Betrieb der normalspurigen Lokalbahn Retz–Drosendorf erteilt. Vorgeschrieben war darin die Fertigstellung der Bahn innerhalb der beiden nächsten Jahre, also bis 1910.
Einwände der Anrainergemeinden machten oftmalige Begehungen der geplanten Strecke notwendig. Einer der Diskussionspunkte war die Art des Anschlusses an die Nordwestbahn in Retz. Ursprünglich war geplant gewesen, gegenüber dem bereits bestehenden Bahnhofsgebäude der Nordwestbahn einen eigenen Lokalbahnhof zu errichten. Dies hätte zur Folge gehabt, dass das Gleis der nach Drosendorf führenden Bahn die nach Znaim führende Hauptstrecke gekreuzt hätte. Auch in Korneuburg – ebenfalls an der Nordwestbahn gelegen – musste 1904 auf Betreiben der ÖNWB ein eigener Lokalbahnhof in unmittelbarer Nähe des Bahnhofes errichtet werden, da sich diese die Einbindung einer Lokalbahn in ihr Streckennetz verbat. Schließlich einigte man sich, wohl bedingt durch die baldige Verstaatlichung der ÖNWB (diese geschah im Jahre 1909), auf die heute noch bestehende Ausführung einer Abzweigung unmittelbar aus dem Bahnhofsbereich der Nordwestbahn heraus.
Die Baubewilligung für die Strecke von Retz nach Drosendorf wurde am 23. Oktober 1908 erteilt und am 1. Februar 1909 folgte jene für den Bahnhofsbereich in Retz. Noch im Oktober 1908 wurde mit dem Bau begonnen. Die Erprobung der Brücken erfolgte am 4. und 5. August 1910 und die technisch polizeiliche Streckenprüfung am 16. August 1910. Der planmäßige Betrieb auf der neuen Strecke wurde am 21. Oktober 1910 aufgenommen, und von Anfang an von den Niederösterreichischen Landesbahnen  als betriebsführende Gesellschaft durchgeführt. Nachdem die Statuten der Aktiengesellschaft „Lokalbahn Retz–Drosendorf“ am 3. April 1912 genehmigt und die konstituierende Generalversammlung der neuen Gesellschaft erfolgt war, erfolgte am 13. August 1912 die Eintragung ins Handelsregister.

### Betrieb

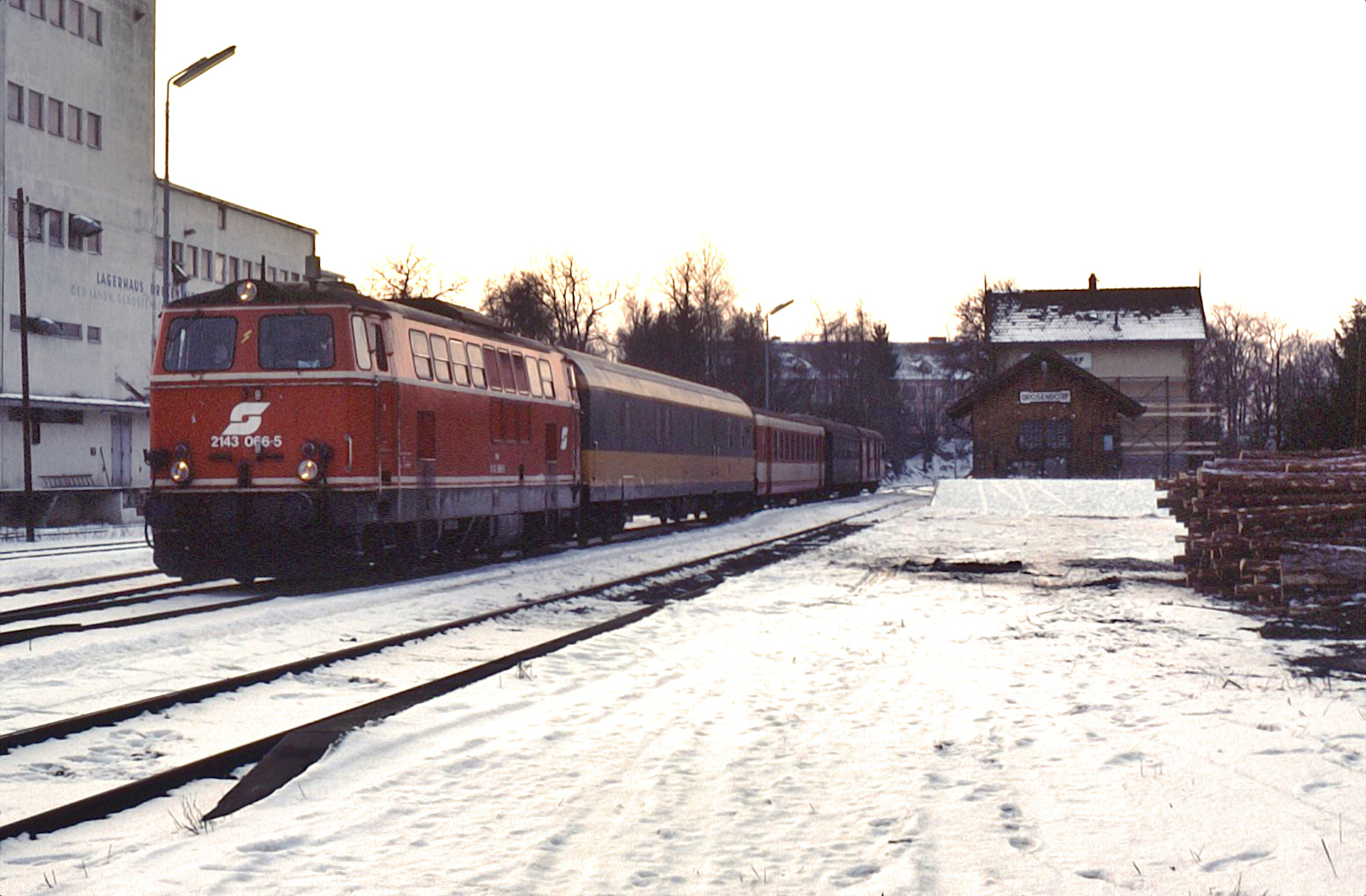
Regionalzug mit Lokomotive der Reihe 2143 und einem Postwagen in Drosendorf (1991)

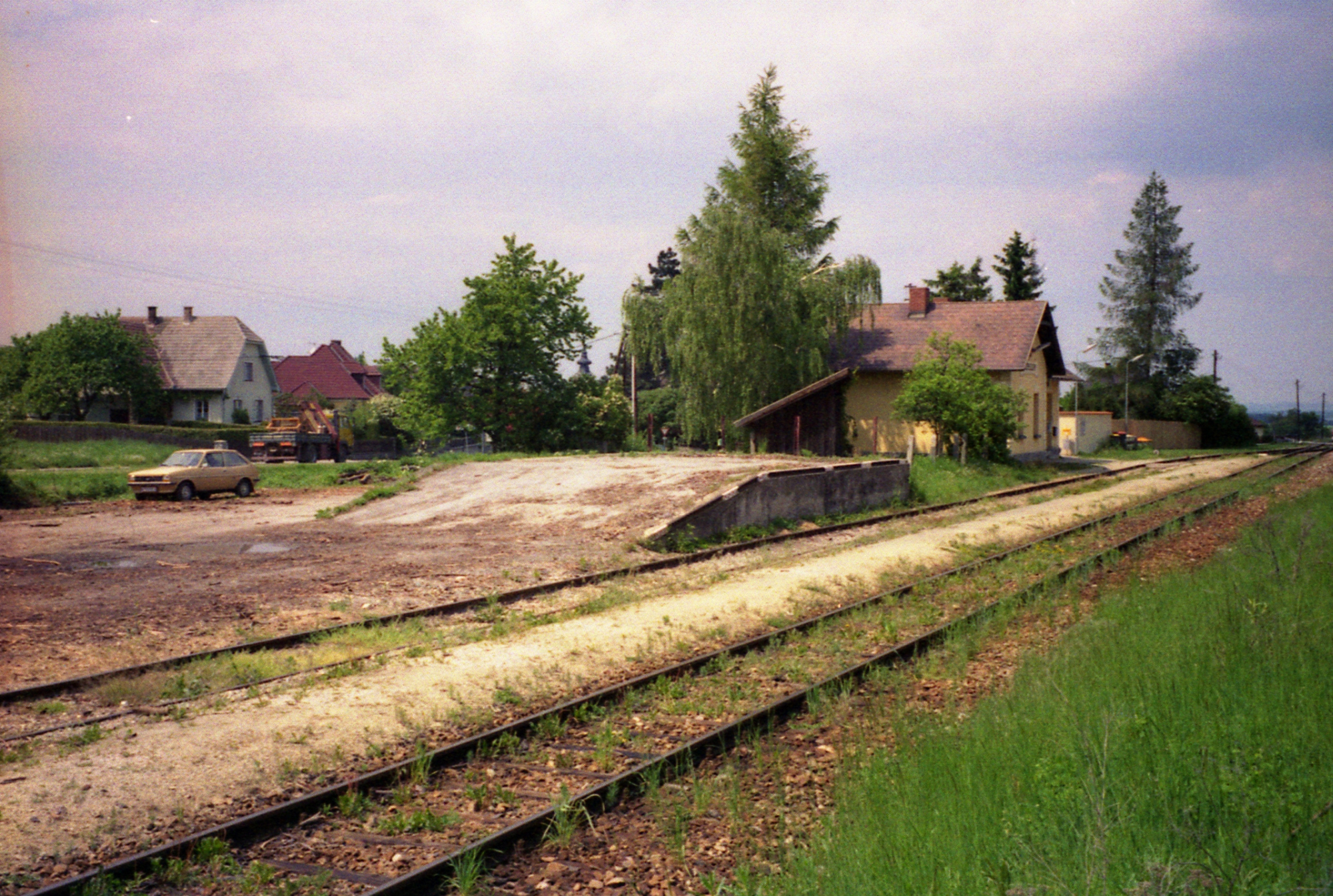
Halte- und Ladestelle Zissersdorf

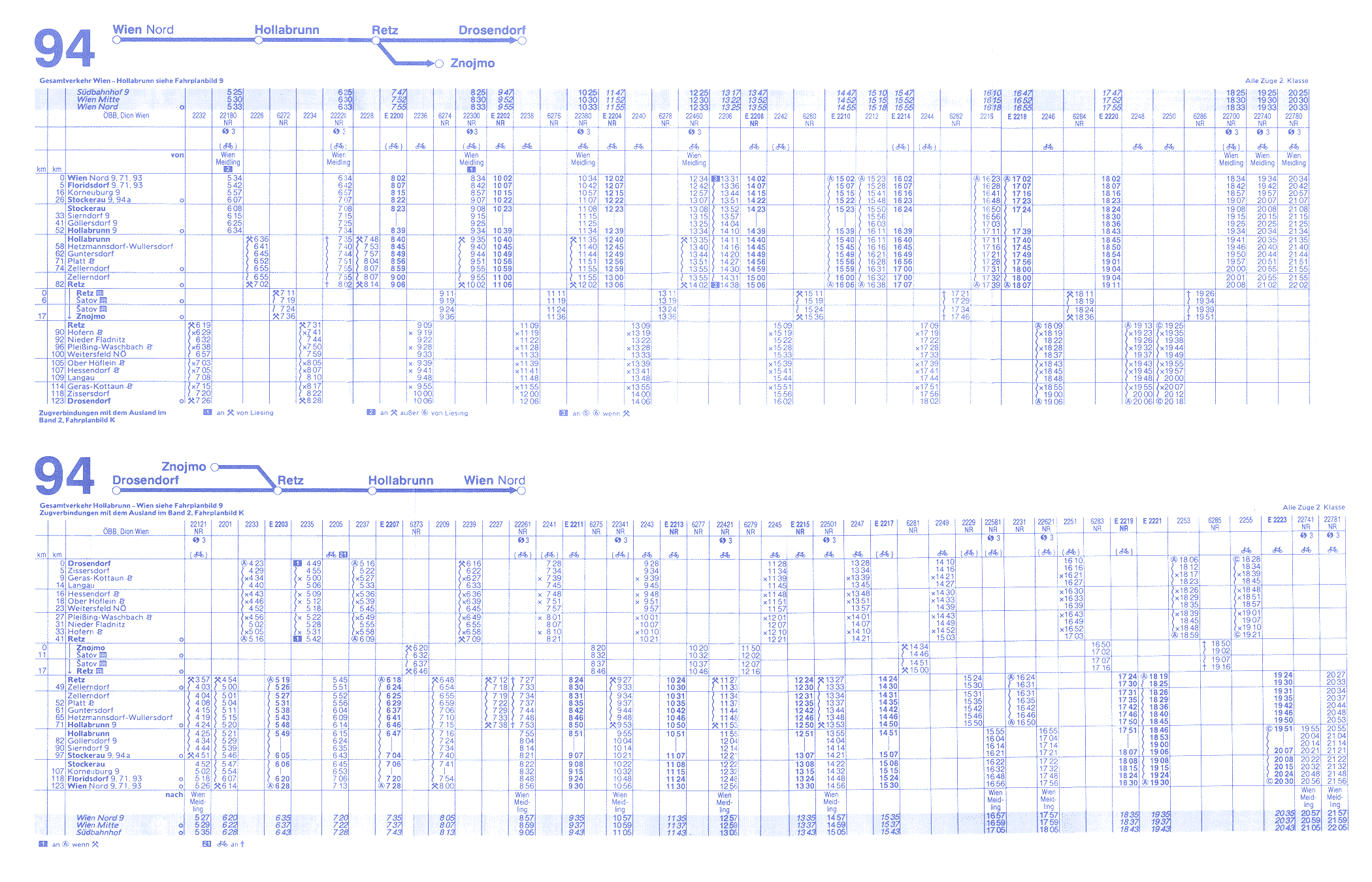
Fahrplan aus dem Jahr 1994

Für den Betrieb wurden auf Kosten der Lokalbahn-Gesellschaft die drei 1´C-h2t - Lokomotiven Reihe NÖLB 202 angeschafft, welche die in sie gesetzten Erwartungen aber nicht voll erfüllen konnten. Ab 1912 kamen daher auch Lokomotiven der Reihe 104 (kkStB 178) zum Einsatz. Ab dem 1. Mai 1916 gab es in der Nähe der Wallfahrtskirche Maria Schnee zwischen Zissersdorf und Drosendorf eine Haltestelle, die nur an Sonn- und Feiertagen während der Sommermonate eingehalten wurde und 1938 wieder aufgelassen wurde.
Das vordergründig positive Rechnungswerk der ersten Betriebsjahre wurde jedoch durch die Inanspruchnahme der Landesgarantie relativiert. Die Landesbahn erhielt 1912 119.045,04 Kronen; 1913 106.663,27 Kronen und 1914 99.727,67 Kronen. Ein Kunde der Bahn war während des Ersten Weltkrieges wahrscheinlich auch das Internierungslager Drosendorf.
Aber auch diese Lokalbahn bekam die wirtschaftlichen Probleme der Nachkriegszeit zu spüren. Nachdem die Niederösterreichischen Landesbahnen wegen der zahlreichen Verluste schreibenden Bahnlinien in schwere wirtschaftliche Turbulenzen geraten war, wurde am 15. Juli 1922 zwischen dem Staat Österreich und den Ländern Wien und Niederösterreich ein Vertrag geschlossen, der der Republik die Pacht aller Strecken der NÖ. Landesbahnen rückwirkend ab 1. Jänner 1921 ermöglichte. Mit 24. September 1924 ging die Bahn letztendlich in den Besitz der Bundesbahnen Österreichs über.
Der Paragraph 2 des Vertrages regelte z. B. … sofort nach Inkrafttreten dieses Vertrages in die tatsächliche Innehabung der Bahnlinie in dem Zustande, wie sie liegt und steht, einschließlich des etwa nicht im Eisenbahnbuche eingetragenen Grundbesitzes treten (wird).
Die zwischen Retz und Hofern gelegene Haltestelle Hölzelmühle wurde am 8. November 1927 aufgelassen. Mit 1. Jänner 1935 übernahm der Staat die Lokalbahn Retz–Drosendorf endgültig, die Liquidation der Aktiengesellschaft war am 20. Februar 1936 abgeschlossen. Zwischen 22. April 1932 und 3. Oktober 1933 war die Haltestelle Johannesthal zwischen Geras-Kottaun und Zissersdorf vorübergehend aufgelassen, später aber wieder aktiviert. Am 28. Mai 1995 wurde sie dann endgültig stillgelegt.
Nach einer Probefahrt und einer technisch-polizeilichen Überprüfung wurde 1933 eine Anhebung der Höchstgeschwindigkeit von 30 km/h auf 50 km/h genehmigt. Am 6. und 7. Oktober 1933 fand die nächste Überprüfung statt mit dem Ziel, die Geschwindigkeit für den Einsatz von Leichttriebwagen in einigen Streckenabschnitten auf 70 km/h zu erhöhen. Diese Erhöhung der höchstzulässigen Fahrgeschwindigkeit erforderte allerdings Investitionen in die Herstellung von größeren Sichträumen und technischen Sicherungsanlagen bei Straßenkreuzungen.
In Zusammenhang mit dem Bau der Bahnstrecke entdeckte man zwischen Langau und Schaffa (heute Šafov) in Mähren ein Braunkohlenlager, welches aber erst nach dem Zweiten Weltkrieg abgebaut wurde und während dieser Zeit das Frachtaufkommen wesentlich steigerte. Zu den Kunden zählte aber auch der Kaolinbergbau Mallersbach. Zur Zeit des Eisernen Vorhanges, als es nicht möglich war, die Strecke der Nordwestbahn nach Znaim und weiter nach Norden zu befahren, führte die ÖBB sogar einige Züge ab dem Bahnhof Wien Praterstern durchgehend bis Drosendorf.
Am 10. Juni 2001 wurden der Personenverkehr auf der gesamten Strecke und der Güterverkehr zwischen Weitersfeld und Drosendorf eingestellt. Der letzte Personenzug fuhr am 9. Juni 2001 um 19:25 Uhr von Retz ab und kehrte als Leerzug nach Retz zurück.

#### Betrieb ab 2002 und Nostalgieverkehr

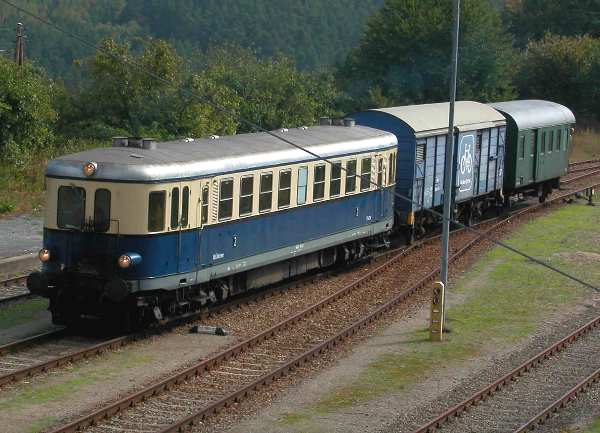
Museums-Dieseltriebwagen ÖBB 5042.14 in Drosendorf

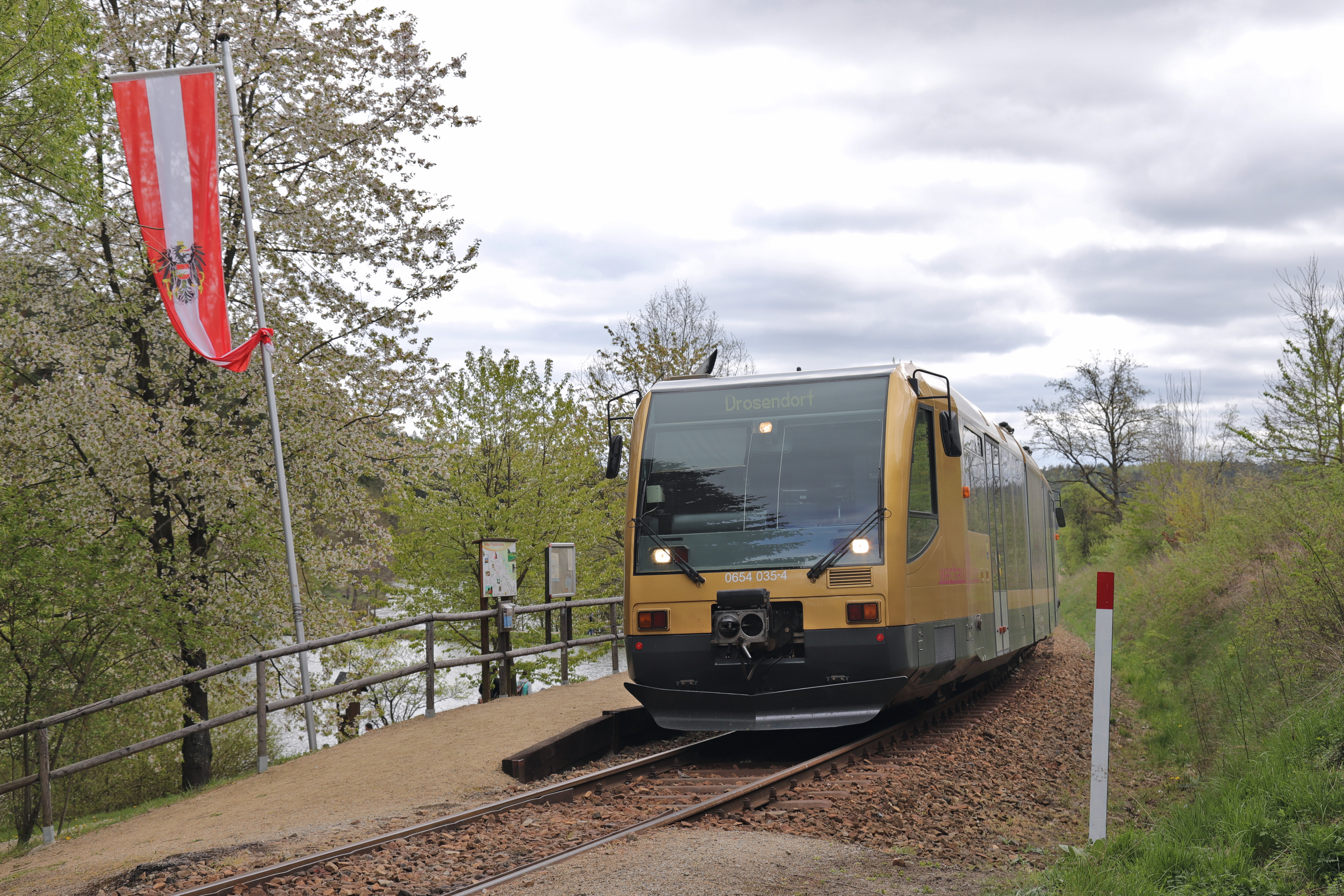
RegioSprinter in der neu eingerichteten Haltestelle Anglerparadies Hessendorf

Ein saisonaler Personenverkehr wurde zwischen 2002 und Ende Juni 2006 auf Bestellung des Landes Niederösterreich als Nostalgiebahn unter dem Namen „Reblaus-Express“ an den Wochenenden der Sommersaison weitergeführt. Durch die heftigen Niederschläge Ende Juni 2006 wurde der Bereich zwischen Weitersfeld und Hessendorf stark beschädigt und der Reblaus-Express daraufhin zwischen Retz und Weitersfeld kurzgeführt. Mit Saisonbeginn 2007 konnte der Betrieb aber wieder planmäßig aufgenommen werden. Der Reblaus-Express wurde daraufhin derart gut angenommen, dass ab dem ersten Juli-Wochenende ein drittes Zugpaar eingeführt und parallel verkehrende Buskurse gestrichen wurden. Seit diesem Zeitpunkt wird die Haltestelle Oberhöflein nicht mehr bedient, dafür hält man in Zissersdorf.
Die 100-Jahr-Feier fand am 21. und 22. August 2010 statt. Am letzteren der beiden Tage fuhr zusätzlich zu den Planzügen des Reblaus-Express ein Dampfsonderzug mit der 52 100 von Retz nach Drosendorf und retour. Außerdem wurden eine Sondermarke und eine Festschrift aufgelegt.
Auch nach der Übernahme der Strecke durch das Land Niederösterreich verkehrt der Reblaus-Express ab der Saison 2011 weiterhin an Wochenenden und Feiertagen zwischen Retz und Drosendorf. Als Betreiber fungiert seit Dezember 2010 die NÖVOG. Der Fuhrpark bleibt gleich (Reihe 2143 + Spantenwagen). Im März und April 2019 verkehrt auf der Strecke auch die Schienenbuseinheit der NÖVOG.
Da die NÖVOG die Strecke übernommen hat und den noch verbleibenden Güterverkehr zwischen Retz und Weitersfeld im Dezember 2010 einstellte, wurde die Strecke noch im Dezember unmittelbar nach dem Einfahrsignal vor Retz bis zum folgenden Saisonbeginn mit einem Sperrschuh versehen. Dieser wurde mittlerweile wieder entfernt.
Am 15. Oktober 2018 wurde der Güterverkehr zwischen Langau und Retz wieder aufgenommen. In Kooperation mit den örtlichen Lagerhäusern in Langau und Weitersfeld und der RWA mit den Eisenbahnunternehmen regiobahn aus Ernstbrunn, Grampetcargo Austria und den Wiener Lokalbahnen Cargo sowie dem Waggonverleiher VTG wurde ein Konzept erarbeitet, welche den Abtransport von Getreide aus den Lagerhäusern in Langau und Weitersfeld in einem 14-täglichen Rhythmus vorsieht. Dieses Konzept könnte ebenso auf den Abtransport von Holz aus den Lagerhäusern ausgedehnt werden.

## Streckenverlauf
Die Lokalbahn zweigt am Bahnhof Retz von der sich nach Osten ins Tal des Retzer Altbachs wendenden Nordwestbahn ab, in dem sie zunächst geradlinig weiter nordöstlich in die Weinberge hinein verläuft, die den Geländeabfall des östlichen Waldviertels markieren. Hier geht es kurvenreich zur Höhengewinnung alsbald in der Hauptsache nordwestlich bergan und ab Hölzelmühle wird die Ostseite eines steil abfallenden Grabens zusammen mit der Thayatal Straße bis Hofern genutzt, wo etwa 150 m Höhenunterschied seit Retz geschafft sind. Anschließend geht es auf der sanft gewellten Hochfläche bis Pleißing, wo nicht der kürzere Weg über Fronsburg, sondern jener über Weitersfeld, grob dem am Verlauf des Prutzendorfer Baches orientiert, an die Fugnitz genommen wird. Kurz wird dann der Nesselbachsenke über Hessendorf nach Langau gefolgt, wo neuerlich ein „Haken“ südwärts an Geras heran geschlagen wird. Von Geras aus geht es wieder nordwestwärts auf der Hochfläche westlich des Thumeritzbach-Einzugsgebietes bis zum Bahnhof Drosendorf, der an den engen Hals der Stadtterrasse zwischen Thaya dem Thumeritzbach auf Terrassenniveau herangelegt wurde.

## Rezeption
Der Reblaus-Express war zusammen mit der Waldviertler Schmalspurbahn Thema der 757. Folge der Fernsehserie Eisenbahn-Romantik.